# استخوان گیجگاهی
استخوان گیجگاهی (Temporal bones) در طرفین جمجمه قرار دارد و در تشکیل قسمت جدار طرفی و قاعده کاسه سر نقش دارد. دستگاه شنوایی - تعادلی بدن در ضخامت آن قرار دارد. سطح خارجی این استخوان با قسمت خارجی سر و سطح داخلی آن نیز با قسمت درونی سر در ارتباط است. به استخوان گیجگاهی در متون قدیمی فارسی استخوان کلالک و صُدغ نیز گفته می‌شد.
استخوان گیجگاهی مفصل شده‌است با استخوان پس‌سری در عقب، استخوان آهیانه در عقب و بالا، استخوان‌های پروانه‌ای و گونه‌ای در جلو و استخوان فک پایین در جلو و پایین. تمام این اتصالات به جز مفصل با استخوان فک پایین، کاملاً محکم و متحدند، اتصالات الیافی ریشه‌داری که درز نامیده می‌شوند. اتصال با استخوان فک پایین از طریق مفصل کاملاً سیالی به مفصل گیجگاهی‌زیرواره‌ای (تمپورومندیبولار) می‌باشد.

## بخش‌ها
استخوان گیجگاهی استخوانی است زوج که در دو طرف سر و پایین استخوان آهیانه قرار دارد. استخوان گیجگاهی از چهار بخش تشکیل شده‌است:
1. بخش صدفی (فلسی یا اسکوئاموس)
2. بخش پستانکی (ماستوئید)
3. بخش صماخی (تیمپانیک)
4. زائده نیزه‌ای (استلوئید)

بخش صدفی تیغه استخوانی مسطح و نازکی است و از سطح داخلی آن شریان شامه‌ای عبور می‌کند و گاهی ممکن است در ضربات وارده بر این ناحیه شریان پاره شود. بخش خاره‌ای مانند هرم مربع‌القاعده‌ای است که راسش در جلو و داخل و قاعده‌اش در عقب و خارج قرار دارد. در نزدیکی رأس خاره یک فرورفتگی بنام حفره عقده گاسر قرار دارد. سوم بخش صماخی که به شکل حلقه‌ای است که قسمت فوقانی آنرا برداشته باشند و در روی سطح خارجی استخوان خاره‌ای قرار گرفته و توسط دو انتهایش به بخش صدفی متصل است. در سطح خارجی استخوان گیجگاه زائده‌ای مشاهده می‌شود بنام زائده گونه که در بالای مجرای خارجی گوش است. رأس این زائده به قسمت خلفی استخوان گونه چسبیده‌است و بعلاوه در همین سطح خارجی استخوان و مجرای خارجی گوش قرار دارد که دارای سوراخی ظاهری است که بطرف لاله گوش متوجه است. در عقب مجرای خارجی گوش یک برجستگی استخوانی دیده می‌شود به نام زائده پستانکی که در عقب لاله گوش با دست محسوس است.
زائده برجسته گونه‌ای (زایگوماتیک) برای اتصال به استخوان گونه‌ای به سمت جلو امتداد یافته و قوس گونه را تشکیل می‌دهد. درست زیر پایه زائدهٔ گونه‌ای یک فرورفتگی به نام گودی زیرواره‌ای (مندیبولار فوسا) قرار دارد که برآمدگی استخوان فک پایین برای تشکیل مفصل گیجگاهی‌زیرواره‌ای (تمپورومندیبولار) دقیقاً جلوی کانال گوش در آن قرار می‌گیرد.
زائده نیزه‌ای گیجگاه برآمدگی پیشین‌زیرین (قدامی-تحتانی) ستونی‌شکلی از پایهٔ استخوان گیجگاهی است که تغییر زیادی در اندازه آن وجود دارد. این بخش در ساختمان شنوایی مشارکت ندارد، اما از این نظر که خاستگاه بسیاری از ماهیچه‌های درگیر در سازوکار گفتار می‌باشد، حائز اهمیت است.

## درزها
- درز پس‌سری‌پستانکی.
استخوان پس‌سری و بخش پستانکی استخوان گیجگاهی را از هم جدا می‌کند.
- درز صدفی.
استخوان آهیانه و بخش صدفی استخوان گیجگاهی را از هم جدا می‌کند.
- درز پروانه‌ای‌صدفی.
استخوان پروانه‌ای و بخش صدفی استخوان گیجگاهی را از هم جدا می‌کند.
- درز گونه‌ای‌گیجگاهی.
استخوان گونه و زائده گونه‌ای استخوان گیجگاهی را از هم جدا می‌کند.

دید کناری از استخوان‌های جمجمهٔ انسان.

## نگارخانه

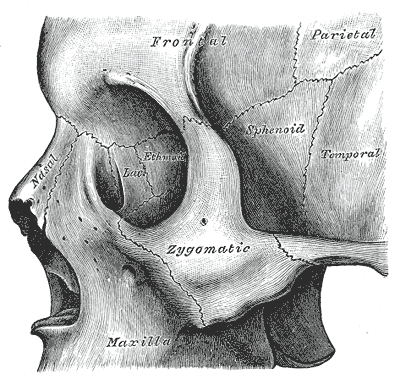
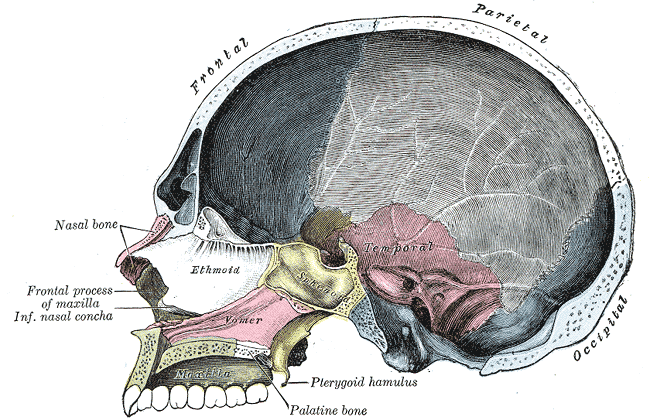
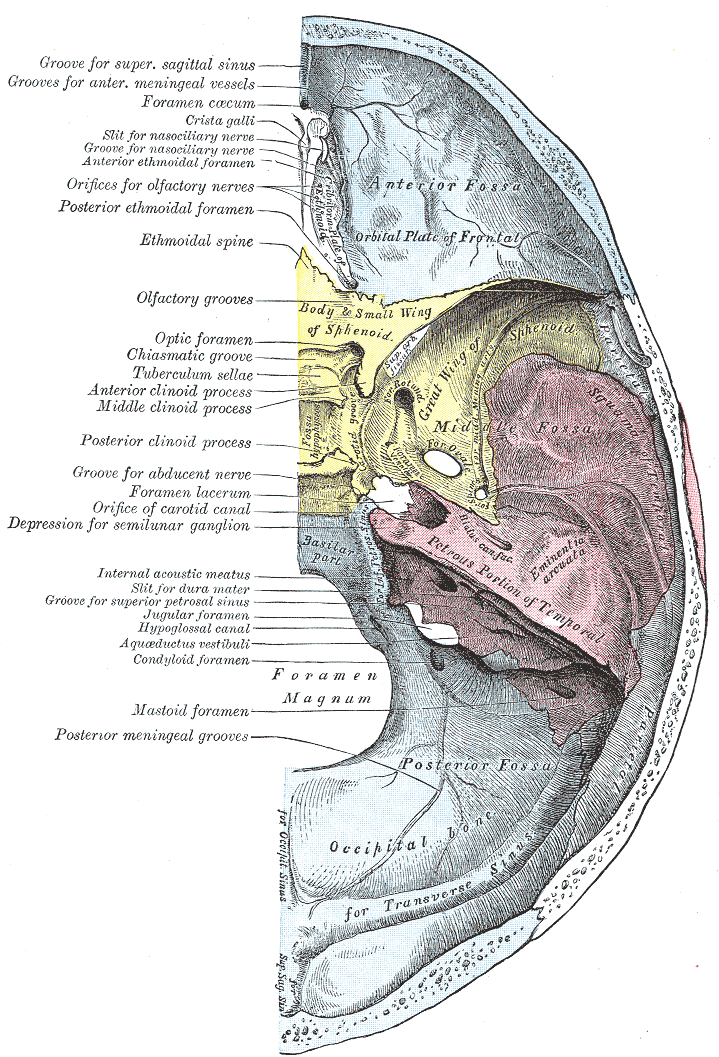